# The Cutter
The Cutter es un álbum recopilatorio de la banda británica de post punk Echo & the Bunnymen, publicado a través de Warner Music Group en 1993.

## Lista de canciones
Todas las canciones compuestas por Ian McCulloch, Will Sergeant, Les Pattinson y Pete de Freitas, excepto donde se indique lo contrario.
1. "The Cutter" – 3:56
2. "Bombers Bay" – 4:23
3. "Paint it Black" (directo) (Jagger/Richards) – 3:13
4. "All You Need is Love" (Lennon–McCartney) – 6:43
5. "Ashes to Ashes" (aka "Stars Are Stars") – 2:46
6. "All My Life" – 4:09
7. "A Promise" – 3:40
8. "Read It in Books" (McCulloch, Julian Cope) – 2:32
9. "Crocodiles" – 2:37
10. "Crystal Days" – 2:26
11. "Ocean Rain" – 5:10
12. "My Kingdom" – 4:04

## Personal
- Ian McCulloch – guitarra, voz
- Will Sergeant – guitarra
- Les Pattinson – bajo, batería
- Pete de Freitas – batería